# Trofeo Ladino Elite 2018 (febbraio)
Il 1° Trofeo Ladino Elite si è disputato nel febbraio del 2018, in concomitanza con la pausa che la Alps Hockey League ha osservato in occasione di Pyeongchang 2018.

## Storia
La prima edizione del Trofeo si è svolta nel 2018, quando le tre società dell'area di lingua ladina iscritte al massimo campionato italiano di hockey su ghiaccio ed all'Alps Hockey League si accordarono per disputare un torneo in occasione della sosta del campionato in occasione di Pyeongchang 2018. Le società chiesero ed ottennero il patrocinio sia dell'Union Generela di Ladins dla Dolomites che della FISG.

## Formula e partecipanti
Partecipano al torneo le tre compagini dell'area di lingua ladina iscritte al massimo campionato italiano di hockey su ghiaccio ed all'Alps Hockey League:
- Cortina
- Fassa Falcons
- Gherdëina

Il torneo viene giocato con un girone di andata e ritorno, per complessivi sei incontri.

## Risultati
| 1ª              | giornata          | 3ª               |
| 6 febbraio 2018 |                   | 11 febbraio 2018 |
| 4-2 referto     | Fassa - Gherdëina | 1-6 referto      |

| 4ª                 | giornata        | 5ª               |
| 15 febbraio 2018   |                 | 17 febbraio 2018 |
| 3-4 d.t.r. referto | Fassa - Cortina | 1-6 referto      |

| 2ª                 | giornata            | 6ª               |
| 9 febbraio 2018    |                     | 19 febbraio 2018 |
| 4-3 d.t.s. referto | Cortina - Gherdëina | 3-4 referto      |

## Classifica
| Pos. | Squadra       | Pt | G | V | VOT | POT | P | GF | GS | DR |
| ---- | ------------- | -- | - | - | --- | --- | - | -- | -- | -- |
| 1.   | Gherdëina     | 7  | 4 | 2 | 0   | 1   | 1 | 15 | 12 | +3 |
| 2.   | Cortina       | 7  | 4 | 1 | 2   | 0   | 1 | 17 | 11 | +6 |
| 3.   | Fassa Falcons | 4  | 4 | 1 | 0   | 1   | 2 | 9  | 18 | -9 |

Il Gherdëina si aggiudica il titolo in virtù dei punti conquistati negli scontri diretti.